# Отказанный центральный тычок

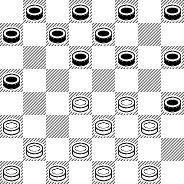
отказанный центральный тычок после 3...ba5

Отказанный центральный тычок — редкий дебют в русских шашках. Табия дебюта возникает после ходов 1.gf4 fg5 2.cd4 gf6 3.hg3 ba5, отказываясь от перехода на рельсы изученного дебюта «центральный тычок» после ходов  3...gh4 4.dc5 d:b4 5.a:c5 b:d4 6.e:c5 и др. возможностей проведения двойного размена на с5. 
6-й чемпионат мира по русским шашкам по электронной переписке, 20.01.2010г.-30.02.2010
Фёдоров В.А. — Федулов Е. Э. 1:1 1.gf4 fg5 2.cd4 gf6 3.hg3 ba5 4.gh4 de5   5.f:d6 c:c3 6.b:d4 gf4 7.e:g5 h:f4 8.ab2 hg7   9.gh2 ab6 10.fg3 ba7 11.g:e5 bc5 12.d:b6 a:c5 13.dc3 f:d4 14.c:e5 ef6 15.cd2 f:d4 16.dc3 de7 17.c:e5 ef6 18.hg3 f:d4 19.bc3 d:b2 20.a:c1 =